# リーメンビューゲル法

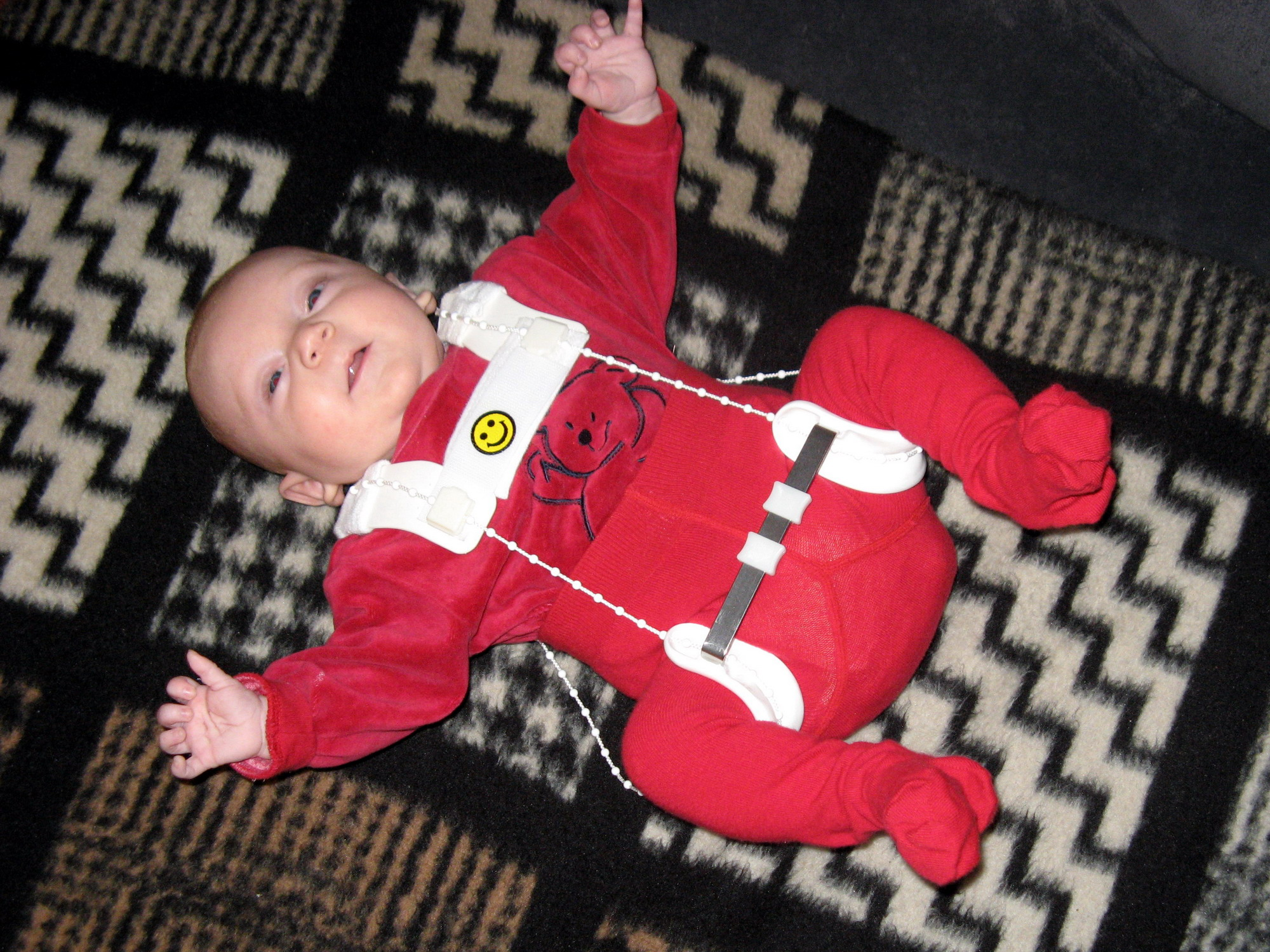
リーメンビューゲルを装着した赤ちゃん

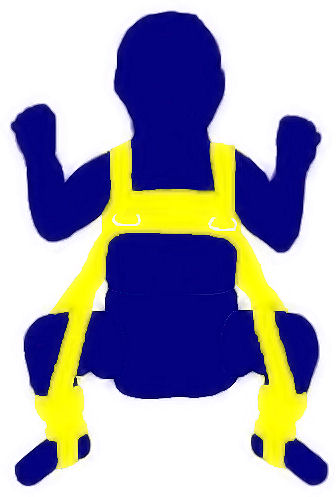
リーメンビューゲル装着の図

リーメンビューゲル法（リーメンビューゲルほう）は、1957年にパヴリックが発育性股関節形成不全に対する機能的治療法として考案した装具の事。アブミバンド法、パヴリックハーネス法とも呼ばれる。

## 概要
乳児の股関節、膝関節が伸びた状態であると、腸腰筋、ハムストリングが緊張し、大腿骨頭が後上方に脱臼する。そのため、乳児の肢位はカエル肢位が良いとされる。リーメンビューゲルは、バンドで両下肢を屈曲外転位につり、腸腰筋、ハムストリングの緊張を緩め、脱臼を自然に整復をはかるものである。発育性股関節形成不全の機能的療法として世界的に知られ、日本においても保存的治療の主流となっている。一般に1才未満に適用され、6ヶ月未満が最も良い適応となる。リーメンビューゲル法による整復率は80～85%と報告されている。